# Bertholdi János
Bertholdi János (? – Klagenfurt, 1759. április 27.) jezsuita rendi tanár.

## Élete
A jezsuita rendbe 1714-ben lépett be. Ezután Nagyszombatban tanított, majd a bécsi jezsuita kollégium rektora volt 1748–1750-ben.

## Munkái
- Series regum Hungariae. Graecii, 1733
- Series regum Sveciae, Uo. 1734